# Ackerrand-Grasbüscheleule

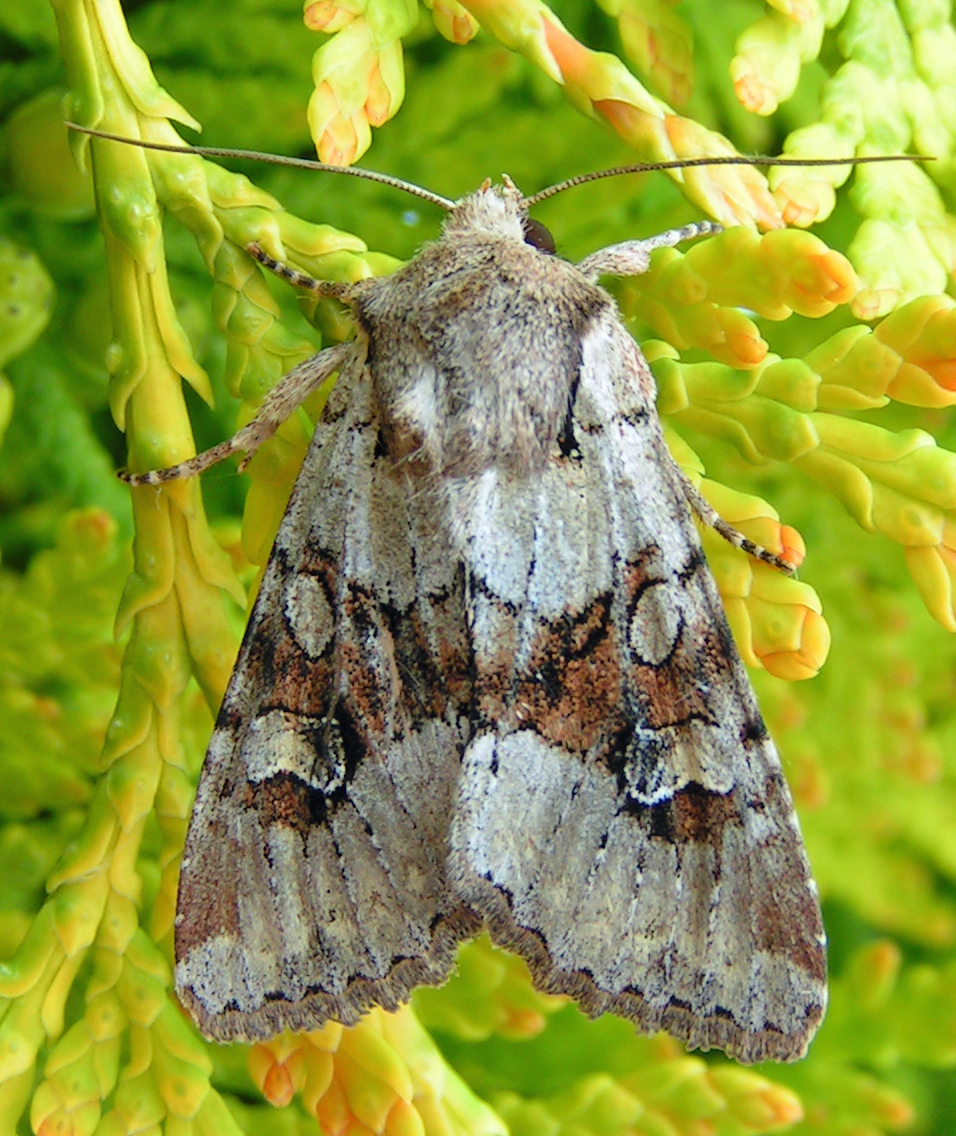
Aschgraue Farbvariante

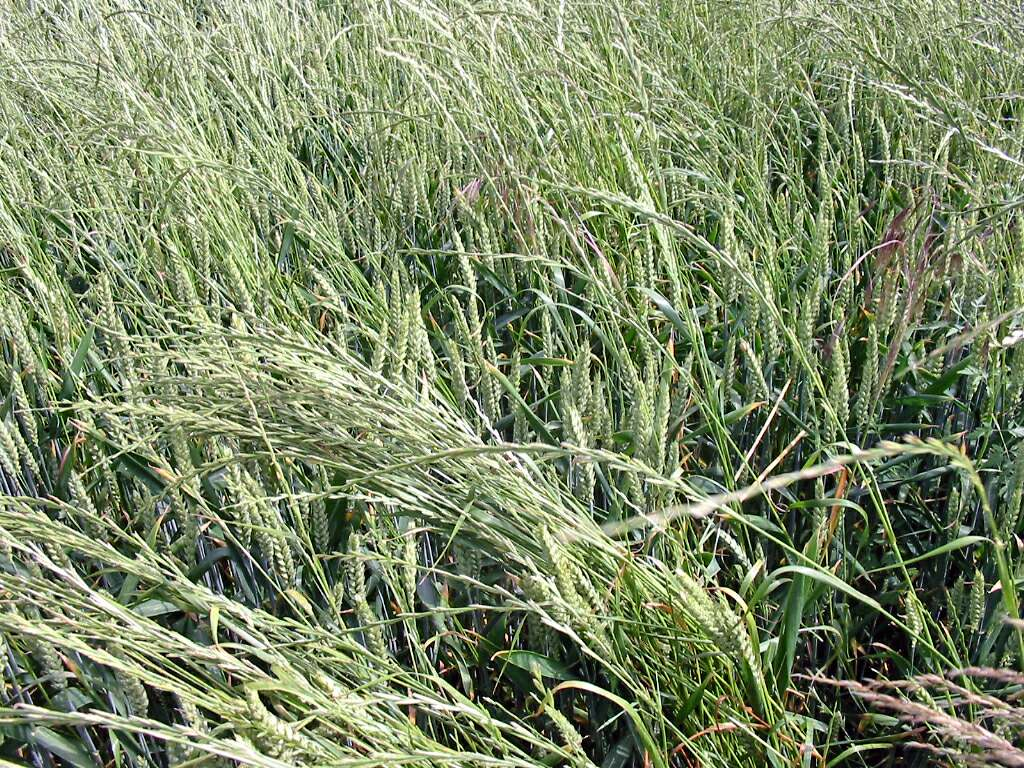
Kriech-Quecke (Elymus repens),
eine Raupennahrungspflanze

Die Ackerrand-Grasbüscheleule (Apamea sordens, Synonym: Noctua basilinea), zuweilen auch als Queckeneule oder Schuttflur-Graseule bezeichnet, ist ein Schmetterling (Nachtfalter) aus der Familie der Eulenfalter (Noctuidae).

## Merkmale

### Falter
Die Flügelspannweite der Falter  beträgt 30 bis 43 Millimeter. Die Grundfarbe der Vorderflügeloberseite variiert von aschgrau über rötlich grau bis hin zu rotbraun. Exemplare mit hell ockergrauen Vorderflügeln werden als f. pallida, solche mit trüb grauen Vorderflügeln als f. cinerascens bezeichnet. Eine schwarze Wurzelstrieme ist zuweilen gebrochen. Die Diskalregion ist verdunkelt. Nieren- und Ringmakel heben sich hell ab. Die Nierenmakel ist in Richtung des Innenrands meist schwärzlich gefüllt. Querlinien sind einfach oder doppelt ausgeführt. Die Hinterflügeloberseite ist einfarbig hell graubraun und mit einem C-förmigen Diskoidalfleck versehen.

### Raupe
Ausgewachsene Raupen sind bräunlich grau gefärbt. Sie zeigen eine breite weißliche Rückenlinie und gleichfarbige dünne Nebenrückenlinien. Auf jedem Körpersegment befinden sich schwarze Punktwarzen und Stigmen. Der Seitenstreifen ist weißlich und dunkelgrau eingefasst. Die Kopfkapsel ist glänzend rotbraun, Halsschild und Afterschild sind dunkelbraun. Vom Halsschild heben sich drei gelbliche Längsstreifen ab.

### Ähnliche Arten
Die Falter der Feldflur-Grasbüscheleule (Apamea anceps) sind weniger markant gezeichnet und ihnen fehlt die schwarze Wurzelstrieme auf der Vorderflügeloberseite.

## Verbreitung und Lebensraum
Die Verbreitung der Art erstreckt sich durch Europa und den Norden Asiens bis nach Japan, Tibet und Yunan. Sie kommt auch im Süden Kanadas und im Norden der USA vor. In den Alpen steigt sie bis auf etwa 1500 Meter Höhe, im Apennin bis auf 2000 und im Pamirgebirge bis auf 3400 Meter. Die Ackerrand-Grasbüscheleule besiedelt bevorzugt Halbtrockenrasenflächen, Ruderalfluren, aufgelassene Weinberge, Straßen- und Wegränder, Böschungen und Getreideanbauflächen.

## Lebensweise
Die Falter sind dämmerungs- und nachtaktiv. Sie fliegen in einer Generation von Mai bis Juli und besuchen künstliche Lichtquellen sowie Köder. Sie wurden auch an Taubenkropf (Silene baccifera), Nickendem Leimkraut (Silene nutans), Natternkopf (Echium vulgare) oder blühenden Gräsern saugend beobachtet. Die Raupen leben überwiegend ab August, überwintern fast ausgewachsen und verpuppen sich im April des folgenden Jahres. Sie ernähren sich bevorzugt von den Samen oder Halmen verschiedener Gräser, in erster Linie von der Kriech-Quecke (Elymus repens). Es werden auch wirtschaftlich angebaute Getreidearten angenommen. Zuweilen wurden die Raupen sogar an Saat-Weizen (Triticum aestivum), Saat-Hafer (Avena sativa), Gerste (Hordeum), oder Mais (Zea mays) schädlich, da sie die halbreifen Getreidekörner fressen. Aufgrund des vermehrten Einsatzes von Pflanzenschutzmitteln in der Landwirtschaft, hat die Schädlichkeit der Art wieder abgenommen.

## Gefährdung
Die Ackerrand-Grasbüscheleule kommt in Deutschland verbreitet vor und wird auf der Roten Liste gefährdeter Arten als „nicht gefährdet“ geführt.